# Itaquitinga
Itaquitinga is een gemeente in de Braziliaanse deelstaat Pernambuco. De gemeente telt 15.507 inwoners (schatting 2009).
De gemeente grenst aan Condado, Igarassu, Goiana en Tracunhaém.